# Amber Campbell
Pour les articles homonymes, voir Campbell.
Amber Campbell (née le 5 juin 1981) est une athlète américaine, spécialiste du lancer du marteau.

## Biographie
En 2009, son meilleur lancer est de 70,61 m, réalisé à Walnut (Californie) le 18 avril : elle l'a quasiment égalé avec 70,54 m pour se qualifier pour la finale des championnats du monde d'athlétisme 2009 à Berlin.

## Palmarès

### International
| Date | Compétition           | Lieu           | Résultat | Marque  |
| ---- | --------------------- | -------------- | -------- | ------- |
| 2009 | Championnats du monde | Berlin         | 11e      | 70,08 m |
| 2011 | Jeux panaméricains    | Guadalajara    | 3e       | 69,93 m |
| 2015 | Jeux panaméricains    | Toronto        | 2e       | 71,22 m |
| 2015 | Championnats NACAC    | San José       | 1re      | 72,41 m |
| 2015 | Championnats du monde | Pékin          | —        | NM      |
| 2016 | Jeux olympiques       | Rio de Janeiro | 6e       | 72,14 m |

### National
- Championnats des États-Unis :
  - Vainqueur en 2010, 2012, 2015 et 2016

## Records
| Épreuve           | Performance | Lieu   | Date           |
| ----------------- | ----------- | ------ | -------------- |
| Lancer du marteau | 74,03 m     | Eugene | 6 juillet 2016 |